# Jim Molan
Pour les articles homonymes, voir Molan.
Andrew James Molan, AO , DSC, né le 11 avril 1950 à Melbourne et mort le 16 janvier 2023 est un homme politique australien et un officier supérieur de l'armée australienne au grade de major général. Il est à deux reprises sénateur du Parti libéral pour la Nouvelle-Galles du Sud, de décembre 2017 à juin 2019, puis de novembre 2019 jusqu'à son décès.
Durant sa carrière militaire, Molan  commande le 6e bataillon du Royal Australian Regiment, la 1re brigade, la 1re division et son quartier général de force interarmées déployable, ainsi que le Collège de défense australien. En avril 2004, il est envoyé en Irak où il occupe pendant un an le poste de chef des opérations du nouveau quartier général de la Force multinationale en Irak. Son action lui vaut la Distinguished Service Cross (DSC), ainsi que la Legion of Merit du gouvernement des États-Unis. Il prend sa retraite de l'armée australienne en 2008 et, la même année, publie son premier livre, Running the War in Iraq (La Conduite de la guerre en Irak).
Après sa carrière militaire, Molan est nommé par le gouvernement Abbott comme envoyé spécial pour l'opération Sovereign Borders et est ensuite reconnu comme l'un des architectes des politiques de protection des frontières australiennes et des demandeurs d'asile de la coalition Stop the Boats,. En 2016, il se présente sans succès aux élections fédérales comme candidat du Parti libéral au Sénat de la Nouvelle-Galles du Sud,,. En décembre 2017, pendant la crise d'éligibilité parlementaire, la Haute Cour le déclare élu à la place de Fiona Nash, cette dernière n'étant pas éligible. Il n’est cependant pas réélu lors des élections de 2019.
Le 10 novembre 2019, Jim Molan est choisi par le Parti libéral de Nouvelle-Galles du Sud pour combler le poste laissé vacant par la démission du sénateur Arthur Sinodinos. Il est nommé par une séance conjointe du Parlement de Nouvelle-Galles du Sud le 14 novembre 2019. Il est réélu lors des élections de 2022 pour un mandat de six ans qui devait expirer le 30 juin 2028. Il meurt moins d’un an après le début de son nouveau mandat.

## Biographie

### Jeunesse et formation
Né à Melbourne en 1950, il est le fils d'Andrew Molan, un vétéran de la Seconde Guerre mondiale, et de Noni (née Harnetty)
Après ses études dans l'État de Victoria, Molan rejoint l'armée australienne. Diplômé du collège militaire royal de Duntroon en 1971, il est affecté au Royal Australian Infantry Corps. Il est titulaire d'une licence en arts de l'université de Nouvelle-Galles du Sud et d'une licence en économie de l'université du Queensland. Il est aussi diplômé de l'École des langues des forces de défense australiennes où il a étudié l'indonésien et manifeste un intérêt marqué pour l'aviation, étant titulaire de licences commerciales civiles et de qualifications de vol aux instruments pour les avions à voilure fixe et tournante. Il est également membre de l'Australian Institute of Company Directors (FAICD) et accrédité en qualité de directeur de projet principal (MPD).

### Carrière militaire
Molan a été affecté successivement :
- au 1er bataillon du Pacific Islands Regiment (Papouasie-Nouvelle-Guinée) commandant de peloton de fusiliers
- au 9e bataillon du Royal Queensland Regiment, en tant qu'adjudant
- au 3e bataillon du Royal Australian Regiment, comme commandant en second de compagnie de fusiliers et commandant de compagnie de fusiliers
- comme commandant du 6e bataillon du Royal Australian Regiment
- commandant de la 1re brigade mécanisée de l'armée ; et commandant de la 1re division et de son quartier général de force interarmées déployable[11],[12].
- Molan était le commandant du Collège de défense australien, qui comprenait l'Académie des forces de défense australiennes, le Collège de commandement et d'état-major australien et le Centre australien d'études de défense et stratégiques.

Il sert comme attaché militaire à Jakarta en tant que colonel entre 1992 et 1994, ce qui lui vaut en 1995 la décoration indonésienne Bintang Dharma Yudha Nararya. Entre 1998 et 1999, Molan est l'attaché à la défense à Jakarta en tant que brigadier et sert au Timor oriental. Le 25 mars 2000, il est promu au rang d'Officier de l'Ordre d'Australie pour son service en Indonésie et au Timor oriental.
En avril 2004, il est déployé pour un an en Irak pour servir comme chef des opérations du nouveau quartier général de la Force multinationale en Irak en cours de planification. Il passe d'abord un certain temps à essayer de se trouver un rôle spécifique au sein de la structure du siège, avant de se voir attribuer la responsabilité de la sécurité énergétique. Il est finalement nommé chef d'état-major adjoint chargé des opérations et participe à des opérations de combat continues et intenses. Pour son commandement et son leadership distingués durant cette période, il reçoit la Distinguished Service Cross et la Legion of merit américaine,. Molan est accusé d'être responsable de la planification et de la mise en œuvre de multiples crimes de guerre présumés lors de l'attaque de Falloujah fin 2004
Après son retour d'Irak, il sert comme défenseur du matériel de défense pour la Defence materiel Organisation (Organisation du matériel de défense) et comme conseiller du vice-chef des forces de défense sur les leçons et les concepts de combat interarmées. Molan prend sa retraite en juillet 2008 au grade de major-général,.

### Activités post-militaires
En août 2008, Molan publie son premier livre, Running the War in Iraq (Conduire la guerre en Irak). Le livre se concentre sur son expérience en tant que chef des opérations en Irak en 2004-2005 et contient des critiques sur la capacité de l'Australie à s'engager dans un conflit militaire. Dans un discours prononcé en août 2008, il déclare : « Notre compétence militaire était bien pire que ce que nous pensions avant le Timor oriental, et les gens ne se rendent peut-être pas compte que la barre des performances militaires a été relevée par la nature du conflit actuel, comme l'illustrent les conflits en Irak et en Afghanistan ». Dans un article de février 2009, Molan prône le doublement de la présence militaire australienne en Afghanistan, d'environ 1 100 à 2 000 soldats.
Associé au Parti libéral, pour aider à lancer la campagne de protection des frontières menée par l'armée du parti d'opposition libéral à l'approche des élections fédérales de 2013 à Brisbane le 25 juillet 2013, Molan critique de manièe virulente la gestion des questions de défense par le Parti travailliste. Stephen Smith, alors ministre de la Défense, décrit Molan comme un « partisan » et un « militant du Parti libéral ». À la mi-2014, Molan est engagé comme conseiller auprès du ministre de la Défense David Johnston, mais démissionne après trois semaines. Dans une interview ultérieure, Molan laisse entendre que sa démission était due à son mécontentement envers Johnston.

### Carrière politique
Aux élections fédérales de 2016, Molan se présente comme candidat au Sénat du Parti libéral pour la Nouvelle-Galles du Sud. Cependant, dans ce que l'ancien premier ministre Tony Abbott a qualifié de « tragédie pour notre pays et pour notre parti », Molan ne parvient pas à se faire élire.
En novembre 2017, la Haute Cour d'Australie déclare non éligible la sénatrice nationale Fiona Nash en raison de sa double nationalité britannique et australienne. Le 22 décembre, la Haute Cour déclare Molan dûment élu à la place de Nash.
En février 2018, Molan est accusé d'avoir partagé en mars 2017 sur sa page Facebook personnelle du contenu anti-musulman du parti politique d'extrême droite Britain First,, et refuse de s'en excuser. En réponse à la publication sur Facebook, le député des Verts Adam Bandt accuse Molan de crimes de guerre pour ses actions en Irak, mais présente ensuite des excuses,.
Molan était membre de la faction de centre-droit du Parti libéral.

### Élections fédérales de 2019
En novembre 2018, Molan arrive troisième aux primaires du Parti libéral au Sénat pour les élections fédérales de 2019. Par la suite, il a été placé à la quatrième position « impossible à gagner » sur le ticket sénatorial de la coalition en Nouvelle-Galles du Sud, derrière Hollie Hughes, Andrew Bragg et le candidat national Perin Davey
Déçu d'être relégué à un poste de faible priorité sur le ticket officiel du Sénat de la Coalition NSW, Molan déclare être incapable de défendre le Parti libéral après cette décision. En mai 2019, pendant la campagne électorale fédérale australienne, une dispute éclate affectant à la fois le Parti libéral et le Parti national lorsque Molan lance une campagne indépendante pour être élu, sans le soutien du Parti libéral. Molan et ses partisans commencent à exhorter les électeurs à ignorer les instructions officielles conjointes sur la manière de voter émises par le Parti libéral et le Parti national, les encourageant à voter directement pour Molan. Cette campagne indépendante a été rapportée dans les médias comme ayant conduit à des divisions marquées au sein des partis libéral et national. Le désaccord s'est accru à tel point que, la semaine précédant les élections, de hauts responsables du Parti national de Nouvelle-Galles du Sud ont pris la « mesure extraordinaire » de conseiller aux électeurs d'ignorer la carte de vote convenue entre les libéraux et les nationaux et de voter directement pour les candidats préférés du Parti national. L'ancien vice-premier ministre et chef parlementaire du Parti national, Barnaby Joyce, aurait déclaré que la dispute menaçait de saper l'accord de coalition qui existait entre les partis libéral et national au niveau fédéral.
Cependant, le 10 novembre 2019, Molan est choisi par le Parti libéral de Nouvelle-Galles du Sud pour combler le poste laissé vacant par la démission du sénateur Arthur Sinodinos. Il est nommé lors d'une séance conjointe du Parlement de Nouvelle-Galles du Sud le 14 novembre 2019 et assure la fin du mandat de six ans de Sinodinos, jusqu'en juin 2022. Molan est réélu aux élections fédérales de 2022 pour un mandat de six ans commençant le 1er juillet 2022.

### Famille
Avec son épouse Anne il aura quatre enfants, trois filles et un fils. L'une de leurs filles, Erin Molan, est une personnalité médiatique : d'abord présentatrice de l'émission télévisée de rugby à XIII The Footy Show, elle se fait connaître comme l'une des rares journalistes occidentales à prendre la défense d'Israël après le 7 octobres 2023.

### Fin de vie
Le 5 avril 2021, Molan annonce qu'on lui a diagnostiqué une forme agressive de cancer et qu'il prendrait congé du Sénat pour subir des tests et des traitements supplémentaires
Il meurt  le 16 janvier 2023, à l'âge de 72 ans.

## Œuvres publiées
Molan a exprimé son opinion sur des questions liées à son expertise et a donné des interviews et des discours pour raconter ses expériences :

### Livres
- Operations in the Land of Two Rivers, Australian Defence College, Centre for Defence Command, Leadership and Management Studies, 2005 (lire en ligne)
- Running the War in Iraq: An Australian General, 300,000 Troops, the Bloodiest Conflict of Our Time, HarperCollins, 23 juillet 2013 (ISBN 978-0-7322-8781-8)
- Danger on Our Doorstep, Sydney, HarperCollins, 2022 (ISBN 9781460762608)

### Articles et débats d'opinion
- « Iraq Truisms: Five Truisms for the ADF out of Iraq », Australian Defence Force Journal, Australian Defence Force,‎ 2006, p. 8–17 (lire en ligne)
- « Australia's war unreadiness », Unleashed, ABC News,‎ 4 août 2008 (lire en ligne)
- Andrew Bolt, « Andrew Bolt Blog: How we must fight in Afghanistan », Herald Sun,‎ 16 octobre 2008 (lire en ligne)
- « End the pussyfooting in Afghan war », The Australian,‎ 17 février 2009 (lire en ligne)
- « Thoughts on operations in southern Afghanistan », The Lowy Interpreter, Australia, Lowy Institute for International Policy,‎ 6 juillet 2009 (lire en ligne)
- « Empty title », Australian Army Journal, Australian Army,‎ août 2009 (lire en ligne)
- « UN's bias binds Gaza », The Australian,‎ 2 octobre 2009 (lire en ligne); in response to comments made by Richard Goldstone in The New York Times[45].

### Discours, interviews et débats
- (en) Jim Molan, Interview: transcript par Kerry O'Brien, Molan speaks about Iraq, 21 juillet 2008
- (en) Molan, Jim, « Running the war in Iraq: The nature of modern warfare and the new Defence White Paper » [transcript], Australia, Lowy Institute for International Policy, 3 octobre 2008
- (en) Molan, Jim, « Afghanistan worth doing, even badly » [transcript of debate], Australia, Lowy Institute for International Policy, 29 août 2009